# Samsung Galaxy A5 (2016)
Il Samsung Galaxy A5 (2016), anche noto come Galaxy A5 6, è uno smartphone di fascia media prodotto da Samsung; è il successore del Samsung Galaxy A5 (2015), dal quale eredita il design rettangolare.

## Caratteristiche generali

### Hardware
È caratterizzato da un display Super AMOLED da 5,2 pollici FHD (protetto da vetro Gorilla Glass 4), una memoria RAM LPDDR3 da 2 GB e una memoria interna eMMC da 16 GB espandibile tramite microSD.
In tutte le versioni, tranne che in quella per il mercato cinese, è dotato di un processore octa-core (8 core ARM Cortex-A53) Samsung Exynos 7580 da 1.6 GHz a 28 nm accompagnato da una GPU Mali-T720 MP2 da 600 MHz. La fotocamera posteriore è singola e da 13 megapixel, dotata di stabilizzatore ottico dell’immagine, mentre la frontale è da 5 megapixel.
Il Galaxy A5 (2016) è alimentato da una batteria agli ioni di litio non removibile da 2900 mAh. È il primo smartphone della serie Galaxy A ad utilizzare un sensore di impronta digitale.

### Software
Immesso sul mercato con Android 5.1.1 Lollipop, è stato aggiornato ad Android 6.0.1 Marshmallow ed infine ad Android 7.0 Nougat nel mercato europeo. Le ultime patch di sicurezza disponibili per il modello italiano risalgono a luglio 2019.
Nel mese di novembre 2020 Samsung pubblica un ulteriore aggiornamento software per il dispositivo, che pur migliorando la sicurezza del sistema, lascia invariate le patch.
L'interfaccia utente è la TouchWiz, che con i vari aggiornamenti arriva fino alla versione denominata Grace UX senza che venga effettuato il passaggio a Samsung Experience, di norma presente sulla maggior parte dei dispositivi Samsung aggiornati ad Android Nougat.

## Commercializzazione
Il Galaxy A5 (2016) è stato immesso sul mercato nel dicembre 2015 negli USA e nel primo trimestre del 2016 in Italia.
AndroidAuthority ha valutato l'A5 (2016) con 8.6/10, definendolo "simile all'S6 ma con specifiche da medio di gamma" ed apprezzandone costruzione, schermo, presenza di slot microSD, autonomia, sensore d'impronta e velocità, criticandone il volume degli speaker, i lag occasionali e la fotocamera "mediocre". PhoneArena l'ha invece valutato 6.5/10, definendolo uno smartphone "bellissimo ma imperfetto".